# Vámosmikola
Vámosmikola is een plaats (község) en gemeente in het Hongaarse comitaat Pest. Vámosmikola telt 1684 inwoners (2001).

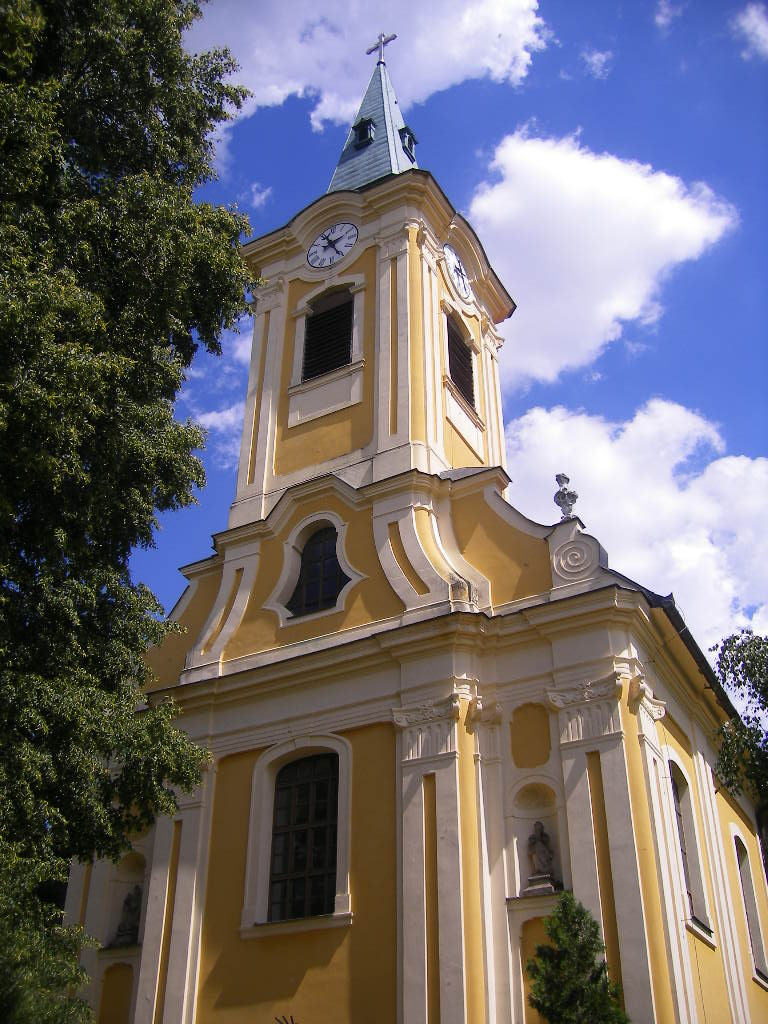
Kerk